# Shahrestān di Teheran
Lo shahrestān di Teheran (farsi شهرستان تهران) è uno dei 16 shahrestān della provincia di Teheran, il capoluogo è Teheran. Lo shahrestān è suddiviso in 3 circoscrizioni (bakhsh):
- Centrale (بخش مرکزی), con le città di Teheran, Bumahen e Pardis.
- Kan va Soleghan (بخش کن و سولقان)
- Aftab (بخش آفتاب)

## Geografia fisica

### Clima
Lo shahrestān di Teheran ha un clima decisamente arido. In città le estati sono calde, asciutte e per nulla ventilate; invece le colline ai piedi dell'Elburz sono molto più fresco. L'inverno può essere molto rigido, specialmente di notte, anche se di solito agli inizi di marzo spariscono tutti i residui di neve. Tra novembre e metà maggio, gli acquazzoni sono piuttosto frequenti.